# Oh Happy Day (3a. temporada) (álbum)
Oh Happy Day (3a temporada) es el tercer disco recopilatorio de las actuaciones de los concursantes de Oh Happy Day. Grabado en directo desde el Plató 1 de Televisó de Catalunya, el álbum recoge las mejores actuaciones dentro de la tercera edición del concurso para coros. Los intérpretes de las canciones son los grupos 4 18, Còctel, Estoc de Veus, Giovinetto, Jarks, Melòdics, Quartet Mèlt, TNT, Veuscomsí y Wimen. Distribuido por Música Global, salió a la venta el 5 de diciembre de 2015 con el periódico La Vanguardia.

## Lista de canciones[2]
| N.º | Título | Artista(s) original(es)            | Duración |  |
| 1.  | «Opening (Oh Happy Day)» (4 18, Còctel, Estoc de Veus, Giovinetto, Jarks, Melòdics, Quartet Mèlt, TNT, Veuscomsí y Wimen; arr: Joan Pau Chavez) | Tradicional góspel                 | 3:03     |  |
| 2.  | «Uptown Funk» (Jarks; arr: Pepa Roldán) | Mark Ronson y Bruno Mars           | 2:34     |  |
| 3.  | «Royals» (Quartet Mèlt; arr: Pepa Roldán) | Lorde                              | 2:31     |  |
| 4.  | «Everything's Alright» (Giovinetto; arr: Joan Pau Chavez)                                                                                       | Jesus Christ Superstar             | 2:41     |  |
| 5.  | «Pa amb oli i sal» (Veuscomsí; arr: Pepa Roldán)                                                                                                | Blaumut                            | 2:40     |  |
| 6.  | «My Girl» (TNT; arr: TNT) | The Temptations                    | 2:16     |  |
| 7.  | «Mediterráneo» (Wimen; arr: Joan Pau Chavez) | Joan Manuel Serrat                 | 2:26     |  |
| 8.  | «Shake It Off» (Còctel; arr: Pepa Roldán) | Taylor Swift                       | 2:16     |  |
| 9.  | «Hi ha algú que em va dir (Quelqu'un m'a dit)» (Melòdics; arr: Pepa Roldán)                                                                     | Carla Bruni (letra por Joan Dausà) | 2:35     |  |
| 10. | «Lacrimosa» (Giovinetto) | Wolfgang Amadeus Mozart            | 2:45     |  |
| 11. | «It's Oh, So Quiet!» (Quartet Mèlt; arr: Pepa Roldán)                                                                                           | Björk                              | 2:14     |  |
| 12. | «Under Pressure» (Jarks; arr: Deke Sharon) | Queen y David Bowie                | 2:39     |  |
| 13. | «Vola» (4 18; arr: Pepa Roldán) | Txarango                           | 2:22     |  |
| 14. | «Valerie» (Wimen; arr: Sara Moreno) | The Zutons                         | 2:32     |  |
| 15. | «Se Bastasse Una Canzone» (Estoc de Veus; arr: Pepa Roldán)                                                                                     | Eros Ramazzotti                    | 2:48     |  |
| 16. | «Don't Go Breaking My Heart» (Melòdics; arr: Pepa Roldán)                                                                                       | Elton John y Kiki Dee              | 2:36     |  |
| 17. | «Ton pare no té nas» (Quartet Mèlt; arr: Baltasar Bibiloni y J.P. Chaves)                                                                       | Tradicional                        | 2:10     |  |
| 18. | «Ull per ull» (Còctel; arr: Joan Pau Chavez) | Adrià Puntí                        | 2:58     |  |
| 19. | «Cul» (Jarks; arr: Pepa Roldán) | Oques Grasses                      | 2:27     |  |
| 20. | «ABC» (Giovinetto; 'arr: Michèle Alderete) | The Jackson 5                      | 2:15     |  |
| 21. | «Can't Feel My Face» (TNT; arr: Pepa Roldán) | The Weeknd                         | 2:40     |  |
| 22. | «Read All About It» (Jarks; arr: Miquel Tejada)                                                                                                 | Emeli Sandé                        | 2:57     |  |
| 23. | «Flashlight» (Veuscomsí; arr: Pepa Roldán) | Jessie J                           | 2:33     |  |
| 24. | «Arrels» (Giovinetto; arr: Pepa Roldán) | Esquirols                          | 2:51     |  |
| 25. | «Papa, jo vull ser toreto» (Quartet Mèlt; arr: Gerard Ibáñez)                                                                                   | Albert Pla                         | 3:12     |  |

## Créditos
- Joan Pau Chaves - Dirección musical
- Edicions Audiovisuals TVC - Dirección y coordinación del proyecto
- Robert García - Gestión de licencias musicales
- Llorenç Gómez - Ingeniero de sonido
- Tono Hernández - Dirección
- Mario Ivovich - Técnico de sonido
- Mercè Moragas - Diseño gráfico
- Marc Mateu - Dirección
- Ten Productions - Producción musical y mezclas